# Parni stroj
Parni stroj je toplinski stroj koji energiju vodene pare ekspanzijom pretvara u mehanički rad. Po konstrukcijskoj izvedbi pripada među stapne strojeve. Para se proizvodi u kotlu te dovodi u cilindar, gdje obavlja rad djelovanjem tlaka na jednu stranu stapa (jednoradni parni stroj), ili naizmjence na jednu pa na drugu stranu stapa (dvoradni parni stroj), potiskujući stap amo-tamo. Radni ciklus jednoradnoga parnog stroja započinje kada se stap nalazi u gornjem, takozvanom mrtvom položaju, uz otvoren dovod, a zatvoren odvod pare. Djelovanjem pare stap se pomiče do donjega mrtvog položaja, kada se zatvara dovod, a otvara odvod pare iz cilindra. Energiju potrebnu za vraćanje stapa natrag te za istiskivanje većega dijela preostale pare iz cilindra svojom inercijom (tromost) daje teški željezni kotač zamašnjak. Kod dvoradnoga stroja konstrukcija cilindra omogućuje izmjenično uvođenje pare, s jedne pa s druge strane stapa. Zbog toga, za istiskivanje pare nije potrebno preuzimati energiju od zamašnjaka, ali se ovaj ipak rabi za postizanje jednakomjerna rada stroja. Pravocrtno gibanje stapa između krajnjih položaja u cilindru, najčešće se pretvara u rotacijsko gibanje pogonskoga vratila. Za to služi mehanizam koji se sastoji od motke vezane za stap (stapajica), križne glave s kliznom papučom, te ojnice, koja je na jednoj strani zglobno povezana s križnom glavom, a na drugoj s koljenastim vratilom (stapni i klipni strojevi). Radom razvodnika, to jest dovođenjem i odvođenjem pare iz cilindra, upravlja ekscentar pričvršćen na koljenasto vratilo. Takav jednocilindričan stroj sa stapom u mrtvom položaju ne može se sam pokrenuti, pa se često izvode strojevi kod kojih na istom koljenastom vratilu rade dva ili više cilindara (višecilindrični stroj), kojima su ojnice međusobno prostorno zakrenute. Parni strojevi koji paru iz cilindra izbacuju u atmosferu su ispušni strojevi, za razliku od kondenzacijskih strojeva, kod kojih se ona, pošto obavi rad u cilindru, kondenzira u parnom kondenzatoru. S obzirom na položaj središnje osi stapa i cilindra, parni stroj može biti vertikalan (stojeći parni stroj) ili horizontalan (ležeći parni stroj).
Parni stroj je toplinski stroj s vanjskim izgaranjem koji entalpiju vodene pare pretvara u mehanički rad. Jednostavnije rečeno, parni stroj je stroj koji energiju vodene pare koja se proizvodi u parnim kotlovima pretvara u mehanički rad. Bitno je napomenuti da je obujam (volumen) vodene pare već na 100 °C oko 1 700 puta veći od obujma tekuće vode.

## Povijest
Svojstva i djelovanje vodene pare bili su poznati već u starom vijeku; Heron Aleksandrijski već je u 1. stoljeću pr. Kr. konstruirao različite uređaje koje je pokretala vruća para (Heronova kugla ili eolipile). No tek potkraj 17. stoljeća Denis Papin konstruirao je prvi stroj donekle nalik parnomu stroju; prve uporabljive parne strojeve konstruirali su engleski inženjeri Thomas Savery (1650. – 1715.) i Thomas Newcomen (1663. – 1729.), a prvi parni stroj nalik suvremenima izradio je James Watt u drugoj polovici 18. stoljeća. Prvi parni industrijski stroj koji je radio u praksi konstruirao je njegov izumitelj Thomas Newcomen u Tiptonu u Staffordshireu 1712. u Engleskoj. Taj je stroj crpio vodu iz rudnika Conevgre Colliery vlasništvo grofa Dudleyja više od 30 godina. Thomas Newcomen je bio trgovac željeznom robom u Dartmouthu. Dobro je poznavao rudnike kositra u Devonu i Cornwallu i njihov najteži problem - kako ukloniti vodu iz rudničkih rovova koja ih je neprekidno plavila. Odlučio je pronaći rješenje, ali mu je trebalo 10 godina vršenja pokusa prije no što je naišao na odgovor koji ga je zadovoljio. Međutim, čak ni taj stroj nisu htjeli prihvatiti kornvalski rudari, jer je trošio vrlo mnogo ugljena, a ovaj se morao uvoziti preko mora pa je bio veoma skup. Prvi korisnici Newcomenovog parnog stroja bili su vlasnici rudnika na području Midlanda, koji su također bili suočeni s problemom uklanjanja vode iz rudničkih rovova. Newcomen je prvi čovjek koji je s uspjehom koristio pokrete klipa u stublini, a njegov stroj izgrađen godine 1712. bio je neosporno predak svih strojeva toga tipa. Igrao je veliku ulogu u britanskoj industrijskoj revoluciji. James Watt nije izumio parni stroj, kako se to općenito smatra. On je zaslužan za znatno usavršavanje u radnom učinku stroja time što je kondenzirao paru u posebnoj zatvorenoj posudi.
R. Fulton je 1807. upotrijebio parni stroj za pogon prvoga komercijalnog parobroda, a nešto poslije, G. Stephenson za pogon prve parne lokomotive. Isprva su za pogon parnoga stroja bili korišteni tlakovi pare neznatno viši od atmosferskoga (oko 103 kPa ili 1,02 atm). Na prijelazu iz 18. u 19. stoljeće, kada su parni kotlovi bili toliko usavršeni da su mogli proizvoditi paru znatno viših tlakova, britanski izumitelj Richard Trevithick (1771. – 1833.) izgradio je prve visokotlačne parne strojeve s tlakom od 207 kPa (2 atm), a 1815. američki izumitelj Oliver Evans (1755. – 1819.) počeo je graditi parne strojeve s tlakom od približno 1 400 kPa (14 atm); današnji parni strojevi najčešće koriste tlakove više od 7 000 kPa (69 atm). Primjena parnoga stroja pokrenula je snažan napredak tehnike te donijela korjenite promjene u načinu proizvodnje i prijevoza pa ga se općenito smatra pokretačem industrijske revolucije. Danas su parne turbine i motori s unutarnjim izgaranjem zamijenili parne strojeve zbog većih izlaznih snaga, većega stupnja djelovanja i razmjerno manje mase, ali se parni strojevi još uvijek koriste u nekim zemljama, posebice za pogon lokomotiva. Danas se razvija uporaba parnoga stroja za iskorištavanje alternativnih energetskih izvora (na primjer biomase) u području malih strojeva većih izlaznih snaga, kao i za pokretna postrojenja.

## Vanjske poveznice
|  | Zajednički poslužitelj ima još gradiva o temi Parni stroj |

- Parni stroj Hrvatska tehnička enciklopedija, portal hrvatske tehničke baštine. LZMK